# Maiquetía
Maiquetía é uma cidade da Venezuela localizada no estado de Vargas e no município de Vargas. Maiquetía é a capital da paróquia de Maiquetía.
Maiquetía sedia o principal aeroporto do país, que serve Caracas, o Aeroporto Internacional Simón Bolívar.